# NN-50
La carretera NN-50 es una vía departamental secundaria ubicada en el departamento de Estelí. La ruta conecta la ciudad de Estelí con la comunidad de La Thompson, sirviendo como acceso local hacia la NIC-12. Tiene una longitud aproximada de 9 kilómetros.

## Coordenadas
Uno de los tramos de la NN-50 puede ser encontrado en las coordenadas: 13°05′48″N 86°21′10″O / 13.0966, -86.3527